# فرودگاه لامپسن فیلد
فرودگاه لامپسن فیلد (به انگلیسی: Lampson Field) یک فرودگاه همگانی است که یک باند فرود آسفالت دارد و طول باند آن ۱۰۹۶ متر است. این فرودگاه در شهر لیک کانتی، کالیفرنیا کشور ایالات متحده آمریکا قرار دارد و در ارتفاع ۴۲۰ متری از سطح دریا واقع شده است.